# ستافورد إل. ارين
ستافورد إل. ارين (بالإنجليزية: Stafford L. Warren)‏ طبيبًا أمريكيًا وأخصائي أشعة وكان رائدًا في مجال الطب النووي واشتهر باختراعه لتصوير الثدي بالأشعة السينية. طور وارن تقنية إنتاج صور مجسمة للثدي بالأشعة السينية أثناء عمله في قسم الأشعة في كلية الطب بجامعة روتشستر.
كلف وارن بصفته عقيدًا في الفيلق الطبي للجيش الأمريكي في عام 1943 وعُين رئيسًا للقسم الطبي في منطقة مانهاتن الهندسية. كان مسؤولًا عن صحة وسلامة آلاف الأفراد المشاركين في مشروع مانهاتن. كان حاضرًا في تجربة ترينيتي النووية في ألاموغوردو، نيو مكسيكو حيث كان مسؤولًا عن جوانب الأمان في تفجير أول سلاح نووي في العالم. قاد فريق مسح من مشروع مانهاتن لتقييم آثار القصف الذري لهيروشيما وناغازاكي. في عام 1946 كان رئيسًا لقسم الأمان الإشعاعي في فرقة العمل المشتركة لعملية مفترق الطرق، الاختبار النووي في بيكيني أتول.
في عام 1947، أصبح وارن أول عميد لكلية الطب في جامعة كاليفورنيا، لوس أنجلوس (UCLA). تحت قيادته، نمت المدرسة الجديدة من لا شيء إلى كلية طب كبرى. على الرغم من الجدل والمعارضة من قبل جيمس براينت كونانت، تحدث وارن عن مخاطر التداعيات النووية من اختبار الأسلحة من حوالي عام 1947 فصاعدًا وعند اختبار كاسل برافو في عام 1954، أضفيت بعض المصداقية على وجهات نظره، والتي أبلغت الرأي المؤدي إلى النووية الجزئية. معاهدة حظر التجارب. أصبح وارن نائب رئيس الخدمات الصحية في عام 1962 في جامعة كاليفورنيا. من عام 1963 إلى عام 1965 عمل كمساعد خاص للرئيس جون إف كينيدي ولاحقًا ليندون جونسون في التخلف العقلي. بعد عودته إلى جامعة كاليفورنيا في لوس أنجلوس في عام 1965، أصبح أستاذًا فخريًا، وهو المنصب الذي شغله حتى وفاته في عام 1981. وفي عام 1971، حصل على جائزة إنريكو فيرمي لمساهماته في العلوم والطب.

## النشأة
ولد ستافورد ليك وارن في ماكسويل، نيو مكسيكو في 19 يونيو 1896. التحق بجامعة كاليفورنيا، بيركلي، حيث حصل على درجة البكالوريوس في الآداب عام 1918. تزوج فيولا لوكهارت في 22 مايو 1920. نتج عن زواجهما ولدين وبنت. التحق بكلية الطب في جامعة كاليفورنيا، سان فرانسيسكو، وتخرج بدرجة دكتوراه في الطب عام 1922. ثم قام بعمل دراسات ما بعد الدكتوراه في كلية جونز هوبكنز للطب وجامعة هارفارد.

## جامعة روتشستر
انضم وارن إلى هيئة التدريس بقسم الأشعة في كلية الطب بجامعة روتشستر عام 1926، وأصبح أستاذًا مساعدًا في الطب. كان القسم قسمًا جديدًا لم يؤسس إلا في عام 1921، بناءً على مُثُل التعليم الطبي التي طرحها أبراهام فليكسنر في تقرير فليكسنر لعام 1910. افتتحت كلية الطب عام 1925 ولم تخرج صفها الأول حتى عام 1929. كان وارن واحدًا من المجموعة الأصلية التي جمعها دين جورج ويبل لتدريب العاملين في كلية الطب الجديدة. في روتشستر، حقق وارن في تأثيرات الحمى الاصطناعية، بما في ذلك استخدامها المحتمل لعلاج التهابات المكورات البنية. كان مهتمًا أيضًا بالتصوير الشعاعي.
في عام 1930، أصبح وارن أستاذًا مشاركًا في الطب. في ذلك العام نشر دراسة رونتجينولوجية (شعاعية) للثدي. حصل التصوير بالأشعة السينية للثدي لأول مرة بواسطة ألبرت سالومون في جامعة برلين في عام 1913. أنتج صورًا لأكثر من 3000 عينة استئصال للثدي، ولاحظ أشكالًا ومراحل مختلفة من السرطان. حتى أنه كان قادرًا على اكتشاف سرطان غير مشخص في الثدي الذي أزيل بسبب كيس كبير. ومع ذلك، من الواضح أن سالومون لم يقدر القدرة على إنقاذ الأرواح من ملاحظاته. استخدم وارن الأشعة لتتبع التغيرات في أنسجة الثدي نتيجة الحمل والتهاب الثدي. طور تقنية مجسمة، باستخدام المرضى بدلًا من العينات وتكييف معدات الأشعة السينية للأغراض العامة مع احتياجاته. اشتملت طريقته على جعل المريضة تستلقي على جانبها مع رفع ذراع واحدة أثناء التصوير بالأشعة السينية. في 119 امرأة خضعن لاحقًا لعملية جراحية، اكتشف بشكل صحيح سرطان الثدي في 54 من أصل 58 حالة. يعد ذلك قفزة إلى الأمام، إذ جعل تشخيص سرطان الثدي ممكنًا بدون جراحة. كما أثار اهتمامًا شديدًا بالتقنية حول العالم. ينقذ التصوير الشعاعي للثدي اليوم آلاف الأرواح.

## مشروع مانهاتن

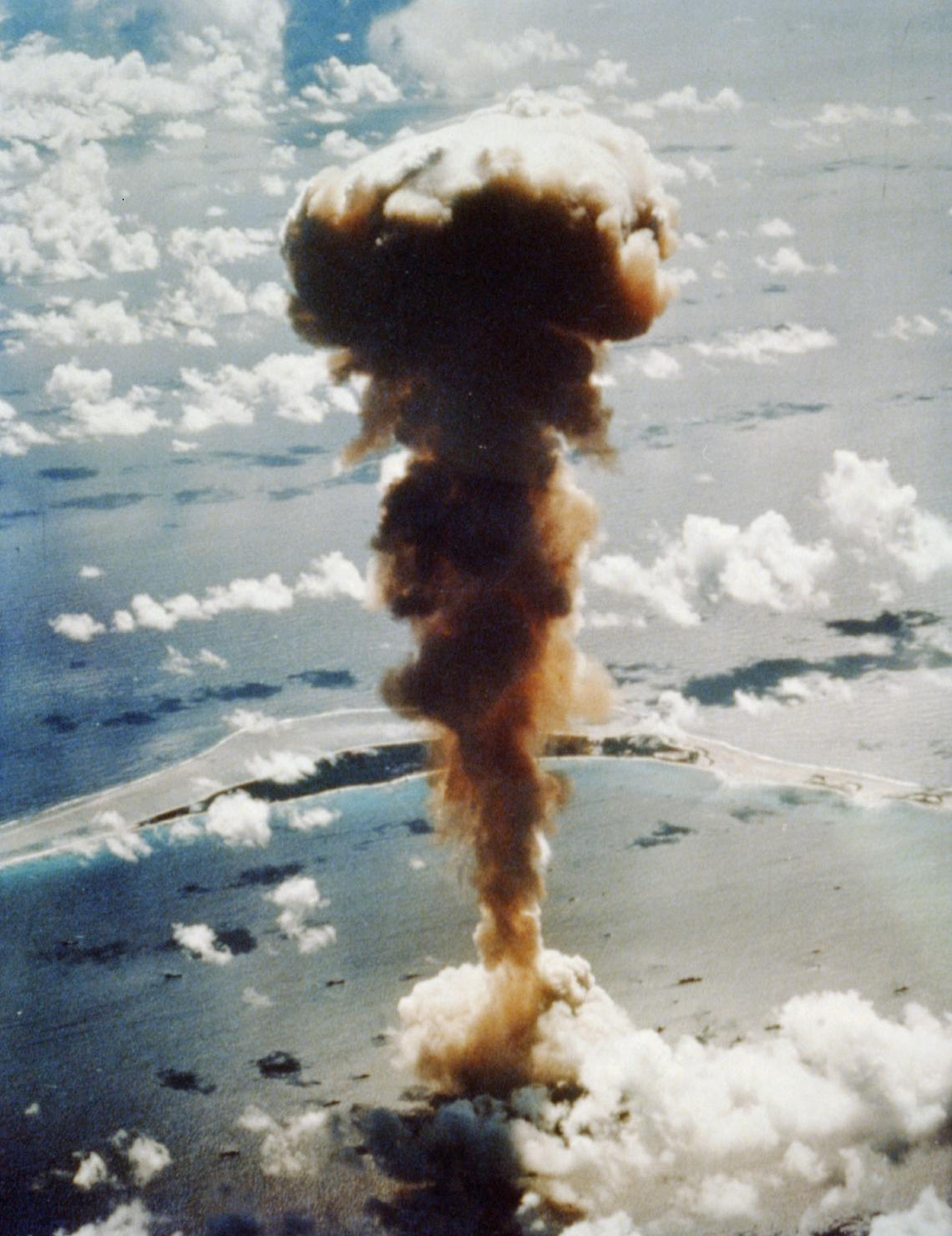
صورة جوية لسحابة الفطر الناتجة عن تفجير "إيبل" وهي ترتفع فوق البحيرة، مع جزيرة بيكيني ظاهرة في الخلفية. حملت السحابة الملوثة بالإشعاعات النووية إلى طبقة الستراتوسفير.

في فبراير 1943، التقى وارن بالدكتور ألبرت ك.شابمان، نائب الرئيس والمدير العام لشركة إيستمان كوداك، والعميد ليزلي آر غروفز، مدير مشروع مانهاتن، والعقيد جيمس سي مارشال، قائد منطقة المهندسين في مانهاتن. (ميد). سألوه عن عمله مع الإشعاع والنظائر وطلبوا من وارن أن يصبح مستشارًا مدنيًا لميد. في مارس 1943، التقى وارن مع الرائد هايمر إل. فريدل في مقر MED في مدينة نيويورك. انضم فريدل إلى مختبر المعادن في أغسطس 1942 من جامعة كاليفورنيا، بيركلي، حيث كان مشاركًا في أبحاث الأشعة تحت إشراف الدكتور روبرت إس ستون. طلب فريدل معلومات حول مسائل السلامة المتعلقة بالإشعاع. لم يكن وارن قادرًا على تقديم جميع المعلومات، لكنه وافق على بدء البحث في روتشستر.
أوصى فريدل أنه في ضوء نطاق مشروع مانهاتن، يكلف ضابط أعلى رتبة بالمسؤولية. في أكتوبر، كتب غروفز خطابًا إلى الجراح العام في جيش الولايات المتحدة، اللواء نورمان ت.كيرك، يطلب منه التعاون مع مشروع مانهاتن في توفير الإمدادات الطبية، وتوفير الأموال للرعاية الطبية للأفراد العسكريين، والتكليف المباشر لوارن وأطباء آخرون في رتب محددة. قام بتوقيع هذه الرسالة اللفتنانت جنرال بريون ب. سومرفيل وسلمها شخصيًا العقيد كينيث دي نيكولز، الذي حل محل مارشال كمهندس منطقة. كان كيرك غاضبًا مما رآه اغتصابًا لمسؤولياته القانونية كجراح عام. عندما قيل إن وارن هو الرجل الذي كانت المنطقة تفكر في تكليفه بصفته عقيدًا، ويبدو أنه على دراية بعمل وارن فقط من خلال استخدامه للإشعاع لعلاج الأمراض التناسلية، سأل: لماذا تريد هذا الطبيب عديم الفائدة؟
كلف وارن حسب الأصول بصفته عقيدًا في الفيلق الطبي للجيش الأمريكي في 3 نوفمبر 1943. عين رئيسًا للقسم الطبي في MED ومستشارًا طبيًا لمدير مشروع مانهاتن، مع فريدل نائبه. كان مقر مكتب وارن في البداية في مدينة نيويورك لكنه انتقل إلى أوك ريدج بولاية تينيسي بعد فترة وجيزة. كانت مهمة وارن الأولية هي توفير العاملين في المستشفيات في أوك ريدج، ريتشلاند، واشنطن ولوس ألاموس، نيو مكسيكو. دفع العمال المدنيون 2.50 دولار شهريًا (للعزب) أو 5.00 دولارات شهريًا (للأسر) للتأمين الطبي.
كان قسم وارن مسؤولًا عن الأبحاث الطبية، وكذلك عن برامج الصحة والسلامة في MED. شكل هذا تحديًا هائلًا، لأن العمال كانوا يتعاملون مع مجموعة متنوعة من المواد الكيميائية السامة، باستخدام السوائل والغازات الخطرة تحت ضغوط عالية، والعمل بجهد كهربائي عالي يستخدم بطرق جديدة، وإجراء تجارب تنطوي على متفجرات، ناهيك عن الأخطار غير المعروفة إلى حد كبير التي يمثلها النشاط الإشعاعي. ومناولة المواد الانشطارية. ومع ذلك، في ديسمبر 1945، قدم مجلس السلامة الوطني لمشروع مانهاتن جائزة الشرف للخدمة المتميزة للسلامة تقديرًا لسجل السلامة الخاص به. بين يناير 1943 ويونيو 1945، كان هناك 62 حالة وفاة و3879 إصابة معاقة، وهو ما يقل بنحو 62%عن الصناعات الخاصة.
كان وارن مسؤولًا شخصيًا عن جوانب الأمان في تجربة ترينيتي النووية في 16 يوليو 1945 في ألاموغوردو، نيو مكسيكو. كان هناك قلق كبير بشأن التساقط الإشعاعي وإنشاء شبكة من عدادات جايجر لتتبع السحابة المتساقطة. وجد غروفز وارن في معسكر القاعدة بعد فترة وجيزة من الانفجار وكان منزعجًا من اكتشاف أن وارن كان مستيقظًا خلال الـ 48 ساعة الماضية. كان غروفز يكلف الكابتن بالبحرية الأمريكية جورج ليونز إعطاء الأمر لوارن للحصول على قسط من الراحة. لحسن الحظ، لم تنشأ مشاكل في الاختبار.
نفذ القصفين الذريين لهيروشيما وناغازاكي في 6 و9 أغسطس 1945. وفي 11 أغسطس، اتصل غروفز بوارن وأمره بتنظيم فريق مسح والتقدم إلى غوام، ومن ثم إلى اليابان لتقييم تأثير القنابل الذرية واتخاذ الإجراءات اللازمة لضمان سلامة قوات الحلفاء التي تحتل المدن. في البداية، كان على فريق المسح مرافقة القوات المهاجمة من الفيلق البرمائي الثالث والفيلق البرمائي الخامس في غزو اليابان، لكن اليابان استسلمت في 14 أغسطس، وهو اليوم الذي غادر فيه فريق سان فرانسيسكو المختص بالمسح عن طريق الجو. وصل فريق المسح إلى تينيان في 17 أغسطس، حيث انقسم إلى فريقين، أحدهما بقيادة وارن والآخر بقيادة فريدل. وصلت مجموعة وارن، المجهزة بعدادات جايجر المحمولة، إلى هيروشيما عن طريق الجو في 8 سبتمبر كجزء من مجموعة برئاسة العميد توماس إف فاريل والتي تضم أيضًا العميد جيمس ب.نيومان جونيور والأدميرال الياباني ماساو تسوزوكي، الذي لعب دور مترجم. بقوا في هيروشيما حتى 14 سبتمبر ثم قاموا بمسح ناغازاكي من 19 سبتمبر إلى 8 أكتوبر. لقد تأثروا بكل من الأضرار التي أحدثتها القنابل الذرية والاستعدادات اليابانية المكثفة للغزو الأمريكي.
إن تفجير القنبلتين الذريتين في اليابان أثار العديد من الأسئلة العسكرية والطبية والعسكرية. خطط لسلسلة من التجارب النووية، تحت الاسم الرمزي عملية مفترق الطرق. نشر نحو 42000 فرد في بيكيني أتول كجزء من فرقة العمل المشتركة 1 للأدميرال وليام إتش بي بلاندي لإجراء الاختبار. كانت صحتهم وسلامتهم مسؤولية ليون، لكن المهمة المتخصصة للسلامة الإشعاعية كانت من قبل مشروع مانهاتن. قام وارن، بصفته رئيس قسم السلامة الإشعاعية (RADSAFE)، بتخطيط وتنفيذ تدابير لتقييم تأثير الإشعاع والحد منه والسيطرة عليه. تلقت الفرق تدريبًا خاصًا في أوك ريدج في تشغيل الأجهزة لقياس النشاط الإشعاعي وتفسير قراءاتهم. أجري التدريب أيضًا على متن السفينة يو إس إس هافن في طريقها إلى منطقة بيكيني أتول، حيث وصلت في 12 يونيو 1946. إجمالًا، عين حوالي 3500 فرد في RADSAFE. ذهل وارن من آثار التلوث الإشعاعي على البيئة. كتب: إن النطاق المميت للمنتجات المشعة من القنبلة الذرية قد أثبت بوضوح في ظل ظروف خاضعة للرقابة، الدفاع الوحيد ضد القنابل الذرية ما يزال يقع خارج نطاق العلم. إنه منع الحرب الذرية.
غادر وارن الجيش في 6 نوفمبر 1946. وأصبح رئيس القسم الطبي في لجنة الطاقة الذرية لفترة مؤقتة، وهي الوكالة المدنية التي خلفت مشروع مانهاتن. في فبراير 1947، استبدل بالدكتور شيلدز وارن. لخدماته مع منطقة المهندسين في مانهاتن. مُنح وارن وسام الخدمة المتميزة للجيش ووسام الاستحقاق.